# Léon Kauffman
Léon Kauffman (Ciutat de Luxemburg, 16 d'agost de 1869 - 25 de març de 1952) fou un polític i jurista luxemburguès, Primer Ministre de Luxemburg del 1917 al 1918.
Després d'estudiar dret, el 1893, Kauffman va ser nomenat agregat al Parquet Général, i després va ser jutge de Pau a Echternach des de 1898 fins a 1900. El 1910 es va convertir en director de l'administració tributària i president d'Assurances socials. El 1916 va ser nomenat ministre de Finances, fins a 1918. El 1917 es va produir una crisi al Govern Thorn, ja que la Cambra de Diputats havia retirat la confiança al ministre d'Agricultura, Michel Welter.
El 19 de juny 1917 Kauffman va crear un nou govern de dreta liberal, on va ser primer ministre, així com ministre d'Afers Exteriors. Sota aquest govern, els canvis en la Constitució es van posar en moviment, ja que introduirien el sufragi universal. Hi va haver desacords, tanmateix, ja que el govern es va negar, i la Cambra va exigir, per establir els orígens del poder sobirà «en la nació», en lloc de «en la persona del Gran Duc», com estava fins al moment. Quan es va saber que el primer ministre havia estat present en una visita privada amb el canceller alemany Georg von Hertling i la Gran Duquessa Maria Adelaida, el govern es va reformar. Léon Kauffman va dimitir com a primer ministre el 28 de setembre de 1918. De 1915 a 1945 va ser membre, i des de 1945 fins a 1952 president del Consell d'Estat. De 1923 a 1952, va ser president de la junta directiva de la Banque internationale à Luxembourg.

## Honors
- Gran Creu de l'Orde de la Corona de Roure (promoció 1949)[3]